# Eimeria necatrix
Eimeria necatrix należy do królestwa protista, rodziny Eimeriidae, rodzaju Eimeria. Wywołuje u kur chorobę pasożytniczą – kokcydiozę. Eimeria necatrix pasożytuje w jelicie cienkim oraz w jelicie grubym.